# Armand Putzeyse
Armand Putzeyse (Engis, 30 novembre 1916 – Molenbeek-Saint-Jean, 21 novembre 2003) è stato un ciclista su strada belga.

## Palmarès

### Olimpiadi
- Bronzo a Berlino 1936 nella corsa a squadre.